# 東京ディズニーランド ディズニー・ロック・アラウンド・ザ・マウス
『東京ディズニーランド ディズニー・ロック・アラウンド・ザ・マウス』（Tokyo Disneyland Disney's Rock Around The Mouse）は、2005年4月15日〜8月31日にかけて東京ディズニーランドで開催されたスペシャルイベント『ディズニー・ロック・アラウンド・ザ・マウス』のショーの音源を収録したアルバムである。

## 解説
- 東京ディズニーランドで開催されたショー自体が、1950年代を舞台にしたストーリーであるため、音楽もロックンロールなどが中心である。
- 2005年6月1日からショー終了日の8月31日までは、ショーは水の効果を加えた「夏バージョン」にリニューアルしたが、CDに収録されている音源はそれ以前のレギュラーバージョンのものであり、夏バージョンとは一部内容が異なる。夏バージョンの音源はCD化されていないため、聴くことはできない。
- また、ショー中には様々なディズニーキャラクターがたくさん台詞を喋る（さまざまな場所から一度に喋る）が、CDには一部しか収録していない。これは、ショーの音声をそのまま収録してしまうと、声が重なったりしている場面があり、聞きにくくなってしまうためである。また、CDに収録しているのはショーの中盤（ミッキーマウスたちがパレードルートからキャッスルフォアコートへやってきた時）からで、グーフィーが登場する序盤の音源は収録されていない。
- マックスによる説明的な台詞など、逆にCDにのみ収録されていて、ショーでは使用されていない台詞も存在する。

## 収録曲
1. ロック・アラウンド・ザ・マウス　Rock Around The Mouse
  - 火の玉ロック　Great Balls Of Fire
  - ロック・アラウンド・ザ・マウス　Rock Around The Mouse
  - フー・プット・ザ・ボム　Who Put The Bomp (In the Bomp Bomp Bomp!)
  - ハウンド・ドッグ　Hound Dog
  - ジョニー・エンジェル　Johnny Angel
  - リトル・ダーリン　Little Darlin'
  - トゥッティ・フルッティ　Tutti Frutti
  - ロックン・ロール・ミュージック　Rock And Roll Music
  - ハイスクール・コンフィデンシャル　High School Cinfidential
  - 監獄ロック　Jailhouse Rock
  - ナイト・トレイン　Night Train
  - 恋に誘われて　The Wonderer
  - ミスター・サンドマン　Mister Sandman
  - 黒いブーツでぶっとばせ　Leader Of the Pack
  - ワン・ファイン・デイ　One Fine Day
  - ジョニー・B.グッド　Johnny B. Goode
  - ビー・トゥルー・トゥー・ユア・スクール　Be True To Your School
  - 私のボーイフレンド　My Boyfriend's Back
  - ザ・ツイスト　The Twist
  - ロッカ・フラ・ベイビー　Rock a Hula
  - シェイク・ラトル・アンド・ロール　Shake Rattle Amd Roll
  - ロック・アンド・ロール・イズ・ヒア・トゥ・ステイ　Rock And Roll Is Here To Stay